# 정승우 (공무원)
정승우(鄭承祐, 1945년 ~ )는 대한민국의 공무원·정치인이다.
그는 육군사관학교 25기 졸업하였고 이후 경기도 공영개발사업단장과 행정제2부지사 등을 역임하였다. 경기도 수원 출신.

## 생애

### 학력
- 1969년 육군사관학교 25기 문학사 졸업[1][2]
- 1975년 육군기갑학교 졸업
- 1977년 육군보병학교 졸업

### 경력
- 1970년부터 1971년까지 베트남 전쟁에 1년간 참전.
- 1978년 육군 소령 예편.
- 경기도 양주군 군수
- 인천광역시 강화군 군수
- 경기도 공영개발사업단장
- 경기도 기획관리실 실장[1][2]
- 경기도 수원시 부시장
- 2003년 1월 경기도청 제2행정부지사[3]
- 2003년 총선 출마설이 제기되자 이를 부인하였다.[4]